# Panegiricos
Panegiricos Genealogiarum Illustrium Principum dominorum de Anholt ist eine Genealogie der Fürsten von Anhalt durch Heinrich Basse von 1519.

## Entstehung und Inhalt
Die Schrift wurde im Auftrag von Bischof Adolf von Anhalt (oder Fürst Rudolf von Anhalt?) durch den Prior des Klosters Ballenstedt Hinricus Basse verfasst.
Sie stellt die Geschichte der Fürsten von Anhalt seit deren Anfängen dar. Die Schrift verwendete mittelalterliche Chroniken, fügte denen aber weitere Details hinzu, die das Ansehen der Fürsten verbessern sollten und deren Historizität nicht festzustellen ist. Sie ist die erste frühneuzeitliche Geschichtsdarstellung Anhalts.

## Exemplare
Der Panegyricus erschien als Druck 1519 in Leipzig und ist in einigen Exemplaren erhalten.
Eine Handschrift befindet sich in der Thüringer Universitäts- und Landesbibliothek in Jena.
Johann Christoph Beckmann druckte den Text 1716 in den Accessiones historiae Anhaltinae.